# Kentrocapros
Kentrocapros es un género de peces de la familia Aracanidae, del orden Tetraodontiformes. Este género marino fue descrito por primera vez en 1855 por Johann Jakob Kaup.

## Especies
Especies reconocidas del género:
- Kentrocapros aculeatus (Houttuyn, 1782)
- Kentrocapros eco (Phillipps, 1932)
- Kentrocapros flavofasciatus (Kamohara, 1938)
- Kentrocapros rosapinto (J. L. B. Smith, 1949)
- Kentrocapros spilonota (C. H. Gilbert, 1905)